# Cyril Weidenborner
Cyril Anthony Weidenborner dit Cy Weidenborner (né le 30 mars 1895 à Saint, dans l'état du Minnesota aux États-Unis, et mort le 26 novembre 1983 à Northome, dans l'état du Minnesota aux États-Unis) est un joueur américain de hockey sur glace. Lors des Jeux olympiques d'été de 1920 à Anvers (où le hockey sur glace était au programme olympique), il remporte la médaille d'argent.

## Statistiques en équipe nationale
| Année | Équipe     | Événement       |   | PJ | V | D | Pr/N | Min | BC   | Moy | % Arr | Bl | Pun               |  | Résultat |
| 1920  | États-Unis | Jeux olympiques | 2 | 2  | 0 | 0 | 80   | 0   | 0,00 | 100 | 2     |    | Médaille d'argent |  |          |

## Palmarès
- Médaille d'argent aux Jeux olympiques d'Anvers en 1920